# Psychotria fernandopoensis
Psychotria fernandopoensis är en måreväxtart som beskrevs av Ernest Marie Antoine Petit. Psychotria fernandopoensis ingår i släktet Psychotria och familjen måreväxter. Inga underarter finns listade i Catalogue of Life.